# Viliam Čislák
Viliam Čislák (* 12. březen 1972 Košice) je slovenský politik, lékař a manažer. V druhé vládě Roberta Fica zastával post ministra zdravotnictví Slovenské republiky. Předtím působil jako státní tajemník a také zastával lékařské a manažerské funkce ve zdravotnictví.

## Životopis
V letech 1990 až 1991 pracoval jako sanitář ve Fakultní nemocnici v Košicích. Lékařské vzdělání absolvoval v roce 1997 na Lékařské fakultě Univerzity Komenského. Po jejím absolvování pracoval jako lékař na Klinice úrazové chirurgie Fakultní nemocnice Louise Pasteura, Košice. V letech 2004 až 2007 působil jako lékař v Air – Transport Europe a do roku 2008 byl také ředitelem Záchranné služby v Košicích. V roce 2011 dokončil vzdělání v oboru řízení veřejného zdravotnictví na Fakultě veřejného lékařství Slovenské zdravotnické univerzity. Před působením ve veřejné sféře byl manažerem pro zdravotní péči společnosti Svět zdraví, která je v majetku investiční skupiny Penta Investments. Tato akciová společnost sdružuje 12 nemocnic převážně na východním Slovensku.

## Ministerstvo zdravotnictví
Dne 12. dubna 2012 byl vládou jmenován na post státního tajemníka ministerstva zdravotnictví Slovenské republiky.
Premiér Robert Fico požádal 3. listopadu 2014 jeho předchůdkyni Zuzanu Zvolenskou o demisi. Důvodem byl předražený nákup CT přístroje pro piešťanskou Nemocnici Alexandra Wintera. Do funkce byl jmenován prezidentem Andrejem Kiskou dne 6. listopadu 2014. Představitelé profesních organizací nového ministra hodnotili zatím „opatrně".